# Kaun (lutador)
Bishop Kaun é um americano lutador profissional. Atualmente, ele assinou contrato com Ring of Honor (ROH), onde luta sob o nome de ring name Kaun e é membro da The Embassy  estábulo. Ele é atualmente um terço do ROH World Six-Man Tag Team Champions com seus companheiros de estábulo da Embassy, Brian Cage e Toa Liona. Ele também lutou pela empresa controladora da ROH All Elite Wrestling (AEW).

## Carreira no wrestling profissional
Kaun foi treinado na Maryland Championship Wrestling professional wrestling school, estreando em 2017. Ele passou os primeiros anos de sua carreira lutando principalmente pelo Maryland Championship Wrestling, onde ganhou o MCW Tag Team Championship com Malcolm Moses.
Kaun estreou em Ring of Honor em 2018, juntando-se a Moses como os Soldados da Selvageria. Em 2021, ele e Moses formaram o stable Shane Taylor Promotions com Shane Taylor. Em fevereiro de 2021, o trio derrotou o MexiSquad para ganhar o ROH World Six-Man Tag Team Championship. Eles mantiveram o título até dezembro de 2021, quando perderam para o Justo. Em 1º de abril de 2022, no Supercard of Honor XV, Tully Blanchard anunciou que Kaun faria parte de seu estábulo Tully Blanchard Enterprises, ao lado de Toa Liona e Brian Cage. Em 23 de julho de 2022, em Death Before Dishonor, o príncipe Nana anunciou que comprou Tully Blanchard Enterprises e reformou The Embaixada, com Cage, Kaun e Liona. Eles iriam derrotar a equipe de Alex Zayne, Blake Christian e Tony Deppen durante o pré-show. Em Batalha Final, a Embaixada derrotou Dalton Castle e The Boys, para ganhar o ROH Campeonato Mundial Six-Man Tag Team.
Kaun estreou no All Elite Wrestling em dezembro de 2021, lutando no AEW Dark: Elevation.

## Vida pessoal
Kaun é descendente de Camaroneses por parte de pai.

## Campeonatos e conquistas
- Maryland Championship Wrestling
  - MCW Tag Team Championship (1 vez) – with Malcolm Moses[7]

- Ring of Honor
  - ROH World Six-Man Tag Team Championship  (2 vezes, atual) – com Moses e Shane Taylor (1)[7][3] e Brian Cage e Toa Liona (1, atual)
- River City Wrestling
  - RCW Heavyweight Championship (1 vez, atual)
- Puro Pinche Wrestling
  - Heavyweight Championship (1 vez, atual)
- Galactic Pro Wrestling
  - Heavyweight Champion (1 vez, atual)